# Lavilleneuve
Lavilleneuve is een gemeente in het Franse departement Haute-Marne (regio Grand Est) en telt 70 inwoners (2009). De plaats maakt deel uit van het arrondissement Langres.

## Geografie
De oppervlakte van Lavilleneuve bedraagt 5,1 km², de bevolkingsdichtheid is dus 13,7 inwoners per km².
De onderstaande kaart toont de ligging van Lavilleneuve met de belangrijkste infrastructuur en aangrenzende gemeenten.

## Demografie
Onderstaande figuur toont het verloop van het inwonertal (bron: INSEE-tellingen).